# Silene subodhii
Silene subodhii är en nejlikväxtart som beskrevs av S.R. Kundu. Silene subodhii ingår i släktet glimmar, och familjen nejlikväxter. Inga underarter finns listade i Catalogue of Life.